# Lago Maggiore
Il lago Maggiore o Verbano (Lagh Magior in lombardo e piemontese) è un lago prealpino di origine fluvioglaciale della regione geografica italiana. Le sue rive sono condivise tra Svizzera (Canton Ticino) e Italia (province di Verbano-Cusio-Ossola e Novara, in Piemonte, e Varese, in Lombardia).
Il nome Maggiore deriva dal fatto che è il più grande tra i laghi della zona, ma fra i laghi italiani è il secondo per superficie dopo il lago di Garda (nonché il secondo per profondità dopo il lago di Como). In passato era unito al lago di Mergozzo, da cui fu separato a causa della formazione della Piana di Fondotoce.

## Geografia fisica

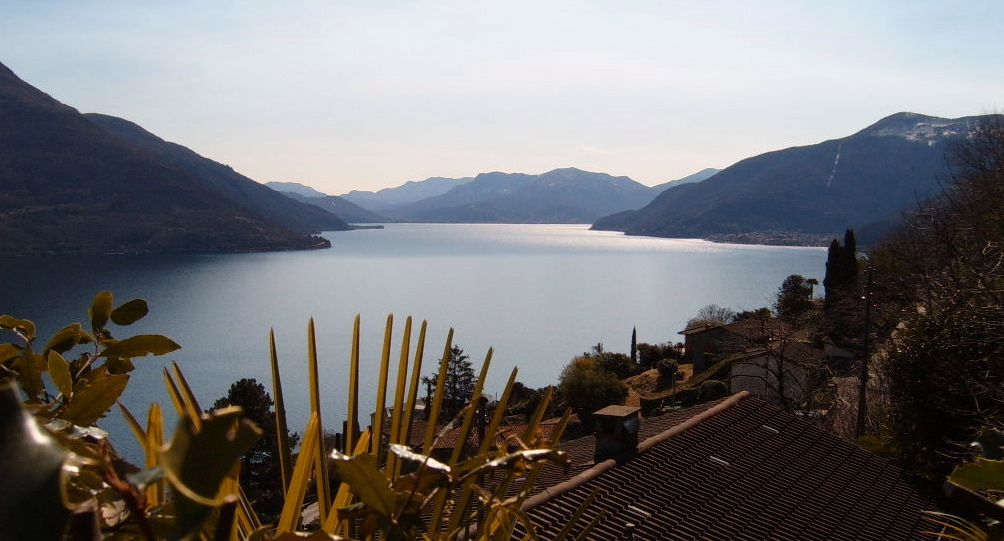
Il lago visto da sopra Brissago (Svizzera)

Il lago Maggiore si trova a un'altezza di circa 193 metri s.l.m. La sua superficie è di 212 km² la maggior parte dei quali, circa l'80%, in territorio italiano. Ha un perimetro di 170 km e una lunghezza di 64,37 km (la maggiore tra i laghi italiani); la larghezza massima è di 10 km e quella media di 3,9 km. Il volume d'acqua contenuto è pari a 37,5 miliardi di m³ con un tempo teorico di ricambio pari a circa 4 anni. Il bacino idrografico è pari a circa 6 598 km² di cui 3 229 in territorio italiano e 3 369 in quello svizzero (il rapporto tra la superficie del bacino e quella del lago è pari 31,1). La massima altitudine del bacino imbrifero è Punta Dufour nel massiccio del Monte Rosa (4 633 m s.l.m.), mentre quella media è di 1 270 m s.l.m. Il bacino è caratterizzato dall'esistenza di una trentina di invasi artificiali con una raccolta di circa 600 milioni di m³ di acqua che, se rilasciati contemporaneamente, eleverebbero il livello del lago di circa 2,5 m. La massima profondità è di circa 380 m (nella criptodepressione tra Ghiffa e Porto Valtravaglia) che risulta quindi di 177 m sotto il livello del mare.
Gli immissari maggiori sono il Ticino, la Maggia, il Toce (che riceve le acque del torrente Strona e quindi del lago d'Orta) e la Tresa (a sua volta emissario del lago di Lugano e alimentata dal Margorabbia). I tributari maggiori hanno un andamento di deflusso diverso, mentre Ticino e Toce, che hanno un bacino imbrifero ad alte quote, raggiungono un flusso massimo nel periodo compreso fra maggio e ottobre in coincidenza allo scioglimento di nevi e ghiacciai; gli altri tributari hanno un andamento fortemente influenzato dalle precipitazioni. Immissari minori sono i torrenti Verzasca, Cannobino, San Bernardino, San Giovanni, Giona e Boesio. L'unico emissario è il Ticino che fluisce dal lago a Sesto Calende.

### Immissari
- Bardello
- Boesio
- Canale di Mergozzo
- Cannobino
- Erno
- Froda di Caldè
- Froda di Porto Valtravaglia
- Giona
- Maggia
- Molinera
- Monvallina
- Riale Corto
- Riale del Molino
- Riale del Roddo
- Riale di Casere
- Rio Ballona
- Rio Colmegnino (o Rio di Colmegna)
- Rio Colorio
- Rio dell'Asino
- Rio Molinetto
- Rio Valmara
- Ronè
- San Bernardino
- San Giovanni
- San Giovanni di Bedero
- Selvaspessa
- Stronetta
- Tiasca
- Ticino
- Toce
- Torrente Aquanegra
- Tresa
- Trigo
- Versella o Varesella
- Verzasca
- Vevera

### Geologia
L'origine del lago Maggiore è in parte glaciale, ne è testimone la disposizione delle colline formate da depositi morenici di natura glaciale, ma è accertato che l'escavazione glaciale è avvenuta su una preesistente valle fluviale, il profilo del lago ha infatti la tipica forma a V delle valli fluviali.
Come materiale da costruzione è stato molto utilizzato in passato il granito rosa di Baveno. Sono peraltro conosciuti gli usi costruttivi antichi della pietra d'Angera (utilizzata ad esempio nell'antichità classica, e nel periodo medievale), mentre le cave di calcare di Caldè fornirono per molti secoli la materia prima per la calce con cui vennero innalzati edifici di Lombardia e Piemonte: complice la facilità di trasporto tramite barca, prima sul lago, indi sui navigli milanesi.

### Clima e statistiche

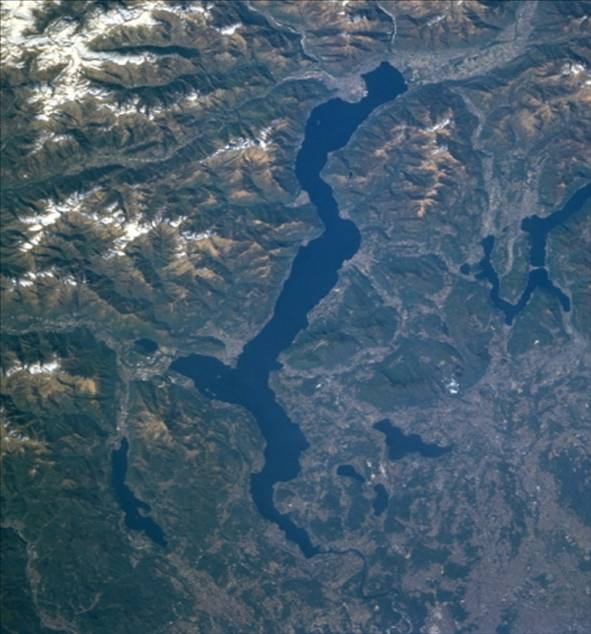
Il lago Maggiore visto da satellite

Il lago Maggiore è caratterizzato da inverni freddi, ma più miti rispetto all'entroterra, e moderatamente nevosi (con accumuli medi di 10 cm per ogni nevicata e talvolta anche superiori ai 30 cm fino a un massimo di 50 cm), le estati sono moderatamente calde, umide e temporalesche, la temperatura media di gennaio si attesta sui 2 °C, con punte di 3 °C sul versante settentrionale del golfo Borromeo (in virtù dell'ampia esposizione al sole), le temperature notturne possono scendere sotto lo 0 °C, fino a -10 °C, ma molto raramente scendere sotto tale valore. In estate le temperature medie si attestano attorno ai 22 °C, con punte diurne che raramente superano i 32 °C. Procedendo verso le valli interne le temperature si fanno via via più rigide. La zona è molto piovosa e talvolta, specie nelle stagioni intermedie, possono verificarsi episodi alluvionali. La temperatura delle acque superficiali (fino a 2 metri di profondità) del lago raggiungono punte invernali di 5-6 °C, mentre in estate si raggiungono mediamente i 22-24 °C.
Alcune statistiche sul lago Maggiore. Da notare che nei periodi di magra il livello dell'acqua fra Locarno e Sesto Calende può variare di 1 cm, mentre durante le piene fino a 30 cm.
| Superficie                   | 208 km² a 193,00 metri                            |
| Superficie                   | 212 km² a 193,20 metri                            |
| Superficie                   | 231 km² a 197,00 metri                            |
| Superficie                   | 254 km² a 200,00 metri                            |
| Volume                       | 37 km³ a 193,20 metri                             |
| Bacino imbrifero             | 6598 km²                                          |
| Apporto d'acqua              | 0,65 km³ di acqua ogni 100 mm di precipitazioni   |
| Livello medio massimo        | 193,80 metri                                      |
| Livello medio minimo         | 193,20 metri                                      |
| Livello di guardia           | 195,00 metri                                      |
| Livello di inizio danni      | 195,50 metri                                      |
| Livello minimo               | 192,00 m (soglia della diga)                      |
| Crescita media con alluvione | 120 cm ogni 24 h                                  |
| Crescita massima media       | 144 cm ogni 24 h (3 600 m³/s)                     |
| Crescita estrema             | 165 cm ogni 24 h, 9 cm ogni h (24 settembre 1993) |
| Calo medio                   | 20–25 cm ogni 24 h (560 m³/s)                     |

#### Venti
Come tutti i laghi prealpini, il lago Maggiore viene percorso, soprattutto nella bella stagione, da due tipi di venti prevalenti, uno che spira al mattino dalle montagne verso la pianura (detto moscendrino in quanto proveniente dal passo del Monte Ceneri, a volte tramontana) e un venticello che spira dalla pianura alla montagna soprattutto durante il pomeriggio (detto inverna). Questi venti costanti fanno dei laghi prealpini un ottimo campo dove adoperarsi in sport che usano appunto il vento, come la vela e il windsurf. Il lago Maggiore ha dei punti particolari, soprattutto nella parte superiore, dove le montagne si stringono a formare una stretta valle in cui questi venti spirano molto forti.
Ci sono poi altri venti tipici di questo lago come l'invernone, che spira da sud-ovest e porta in genere tempesta, il maggiore, che viene da nord-est ed è molto pericoloso in quanto agita parecchio il lago, il valmaggino che spira leggermente dalle valli dietro Locarno, il mergozzo, che spira soprattutto di notte, da nord-ovest.

### Isole

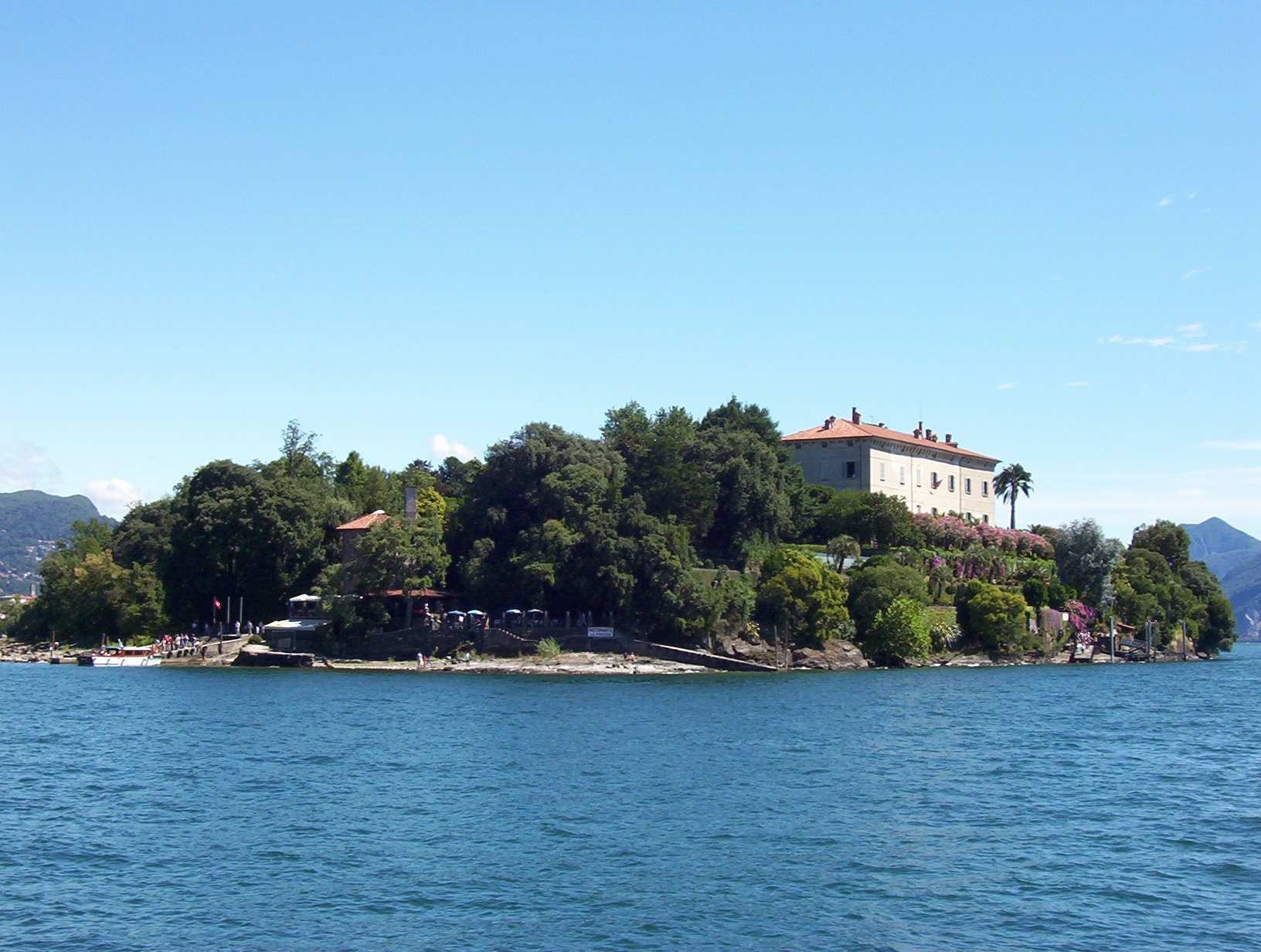
Isola Madre

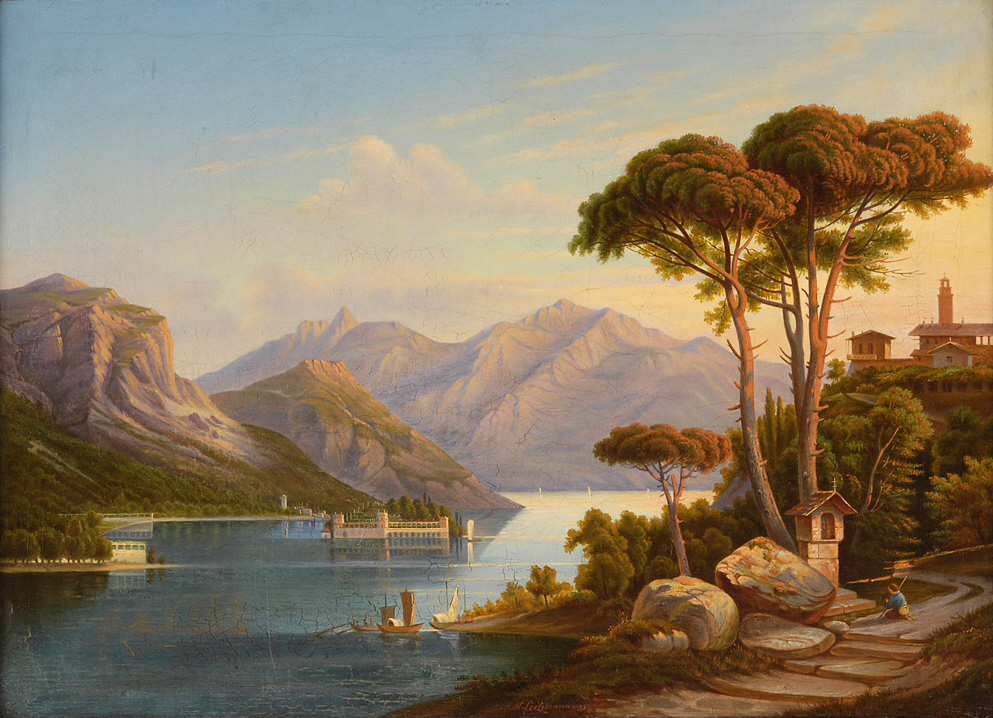
J. M. Leitzmann, Isola Bella, 1851

Nel lago Maggiore sono presenti molte isole grandi, piccole o minuscole, divise tra le otto del Piemonte, le due della Svizzera e due in Lombardia, per un totale di dodici.
- Isole Borromee
  - Isola Bella
  - Isola Madre
  - Isola dei Pescatori (o Isola Superiore o Isola Superiore dei Pescatori)
  - Isolino di San Giovanni
  - Isolotto (o scoglio) della Malghera
- Isole di Brissago
  - Isola di San Pancrazio (o Isola Grande)
  - Isola di Sant’Apollinare (o Isolino)
- Castelli di Cannero
- Isolino Partegora
- Sasso Galletto

Fra Stresa e Verbania si trova l'arcipelago borromeo: l'Isola Madre (la più estesa del bacino lacustre), l'Isola Bella e l'Isola Superiore dei Pescatori (nota anche più semplicemente come Isola dei Pescatori o Isola Superiore)
Di fronte alla località svizzera di Ronco sopra Ascona si trovano le due Isole di Brissago, la maggiore delle quali ospita un giardino botanico.
Di fronte alla costa di Cannero Riviera si trovano invece i tre scogli emersi detti Castelli di Cannero: lo scoglio maggiore, totalmente occupato oggidì dal manufatto bellico della Vitaliana, rocca voluta dal conte Ludovico Borromeo a partire dal 1518, lo scoglio minore, su cui si ergono i ruderi delle cosiddette "prigioni", ma in effetti una torricella avanzata con cannoniera a falconetti di presidio meridionale al porto canale, e infine lo scoglietto (verso Maccagno) del "Melgonaro", su cui cresce solo una stenta ma tenace pianta che ha affascinato poeti e incisori quali Piero Chiara, Marco Costantini, Carlo Rapp.
Vanno infine citati, l'Isolino di San Giovanni di fronte a Verbania (famoso perché fu per molti anni residenza, nel seicentesco Palazzo Borromeo, del direttore d'orchestra Arturo Toscanini), l'isolotto La Malghera detto anche Isola delle Bambole, tra l'Isola Bella e quella dei Pescatori e quindi l'Isolino Partegora nel piccolo golfo di Angera.

## Ambiente

### Flora
Per definire la flora del lago Maggiore si usa spesso il termine di flora insubrica. La zona è tra le aree più piovose dell'Italia e della Svizzera. La punta massima di quasi 3 000 mm annui viene raggiunta in Valle Cannobina (provincia del VCO), in provincia di Varese vicino a Vararo con 2 000 mm. La catena alpina a nord del lago e i rilievi aspri e spesso molto ripidi la proteggono dai venti freddi da nord e il clima è quindi mite. Molto pronunciate sono le differenze microclimatiche tra pendii ripidi meridionali, magari in vicinanza del lago e luoghi più di quota ed esposti verso nord. Questo determina una flora molto varia e interessante. La combinazione di molte precipitazioni e clima mite favorisce lo sviluppo di una vegetazione molto rigogliosa come raramente accade in altre parti d'Europa e permette la coltivazione di piante particolari quali le camelie. Gran parte del territorio è ricoperto di boschi, che ricrescono velocemente dopo il taglio o gli incendi frequenti. 
Molto importante per la flora è anche se il substrato è calcofilo o acidofilo. Intorno al lago Maggiore sul versante piemontese e svizzero quasi ovunque è acidofilo, salvo affioramenti calcofili molto piccoli. Lo stesso vale per quello lombardo a nord di Luino e sulle colline moreniche nell’estremo sudest verso Sesto Calende. Qui a un’altitudine fino a 800 - 1 000 m circa dominano ovunque i boschi di castagno, spesso quasi puri. In luoghi piuttosto miti sparso nel bosco si trova l'agrifoglio (Ilex aquifolium) Tra 1 000 m e circa 1 700 m sono presenti soprattutto faggete acidofile. Al di sopra i boschi si diradano e si rinvengono l'acero montano (Acer pseudoplatanus) e la betulla (Betula pendula). Qui e al piano montano in luoghi aperti (disboscati o incendiati) sono frequenti superfici estese coperte da Molinia arundinacea, felce aquilina (Pteridium aquilinum) e la genista dei carbonai (Cytisus scoparius), suggestiva quando fiorisce in gran numero in primavera.
Le aree pianeggianti di bassa quota come quelle della Val d'Ossola, il Piano di Magadino, la Valle del Tresa, la Valcuvia e il basso Varesotto sono spesso fortemente antropizzate e densamente popolate. In questi luoghi si concentra anche l'agricoltura non molto intensa con prati sfalciati e campi soprattutto di mais. Dove è rimasto ancora il bosco si compone soprattutto di Farnia (Quercus robur), Frassino maggiore (Fraxinus excelsior) e Robinia (Robinia pseudoacacia) e qualche castagno e olmo (Ulmus minor).
Una flora diversa si incontra dalla parte centro-orientale del lago in provincia di Varese, dove il substrato è calcofilo. Il bosco più diffuso è ancora il castagneto, ma a est del Campo dei Fiori iniziano a essere più frequenti gli orno-ostrieti dominati da orniello (Fraxinus ornus) e carpino nero (Ostrya carpinifolia), molto frequenti nelle alpi italiane sud-orientali e in Europa insieme ai castagneti particolarmente tipici per la flora di transizione tra quella centro-europea e quella mediterranea. In questo settore sono particolarmente ricchi di specie i prati aridi che si formano nei pochi luoghi né antropizzati né coperti da bosco su rocce dolomitiche e calcaree con suolo poco profondo. I più interessanti prati aridi si trovano sul M. Sangiano preso l'omonimo paese e anche sui Pizzoni di Laveno, vicino a Vararo e sopra Rasa a nord di Varese.
Gli ambienti più interessanti dell'area sono probabilmente quelli umidi dove per le specie minacciate d'estinzione sono presenti alcune delle loro ultime stazioni in Italia. Questo tipo di ambiente è probabilmente così ben rappresentato per la quantità eccezionale di precipitazioni e per i numerosi laghi e fiumi. Tra queste emergenze, elencate sulla lista rossa nazionale c'è la castagna d'acqua (Trapa natans) presente nella Riserva naturale di Fondotoce e nei laghi minori di Varese e Comabbio. Altre specie della lista rossa sono Hottonia palustris, rinvenuta sul lago presso Brebbia e Sagittaria sagittifolia, rinvenuta intorno ai laghi di Varese e Comabbio, ma probabilmente estinta. Una delle ultime stazioni in Italia è anche quella del limnantemio (Nymphoides peltata) sul lago di Comabbio. Notevoli sono inoltre le torbiere relittuali della Valganna e quella di Cavagnano, dove si trovano Drosera intermedia e Scheuchzeria palustris, elencate sulla lista rossa della Lombardia. 
Luoghi naturali ed eccezionalmente caldi si trovano a picco sul lago e sono solo difficilmente accessibili. Sorprendentemente qui si rinviene già una specie del tutto mediterranea, il Cisto femmina (Cistus salviifolia; Locarnese, Mont'Orfano, Santa Caterina, ecc.). In luoghi caldi più antropizzati vicino ai paesi si assiste invece a un fenomeno chiamato laurofillizzazione, dove si formano fitti boschi di piante legnose sempreverdi esotiche quali la palma cinese (Trachycarpus fortunei) e l'alloro (Laurus nobilis).

### Fauna
Nel lago vivono due specie di coregoni, la bondella e, meno diffuso, il lavarello. Entrambi vivono in acque profonde e vengono a riva solo durante la fregola nei primi di dicembre. Vi si trovano inoltre l'agone, il pesce persico, il luccio, il cavedano, la bottatrice, il siluro, le anguille e le alborelle, vi si trova anche la trota, una volta veniva definita trota lacustre, salvo poi scoprire in un secondo tempo che essa come specie non esisteva, infatti si trattava di trote fario e trote marmorate adattate agli ecotipi lacustri; esse presentano livrea argentea, testa piccola e appuntita e puntini a forma di X anziché circolari.
Il lago ospita diverse specie di uccelli acquatici nidificanti, inoltre rappresenta un importante corridoio, luogo di sosta e alimentazione per le migrazioni. 
Ad esempio: smergo maggiore, cigno reale, svassi, gabbiani, cormorani, anatre.

### Giardini
Il clima mite favorisce la crescita di limoni, olivi e l'alloro. Prosperano le acidofile, camelie, azalee, rododendri e magnolie che si possono ammirare nei numerosi e splendidi giardini che si susseguono sulla costa piemontese.
A Verbania si trovano i giardini botanici di Villa Taranto; a Stresa, in frazione Alpino, si trova il giardino botanico Alpinia.

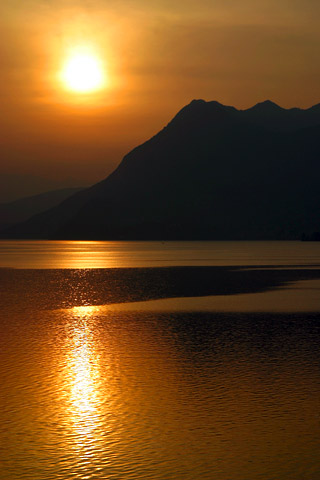
Alba sul lago Maggiore

## Trasporti e navigazione

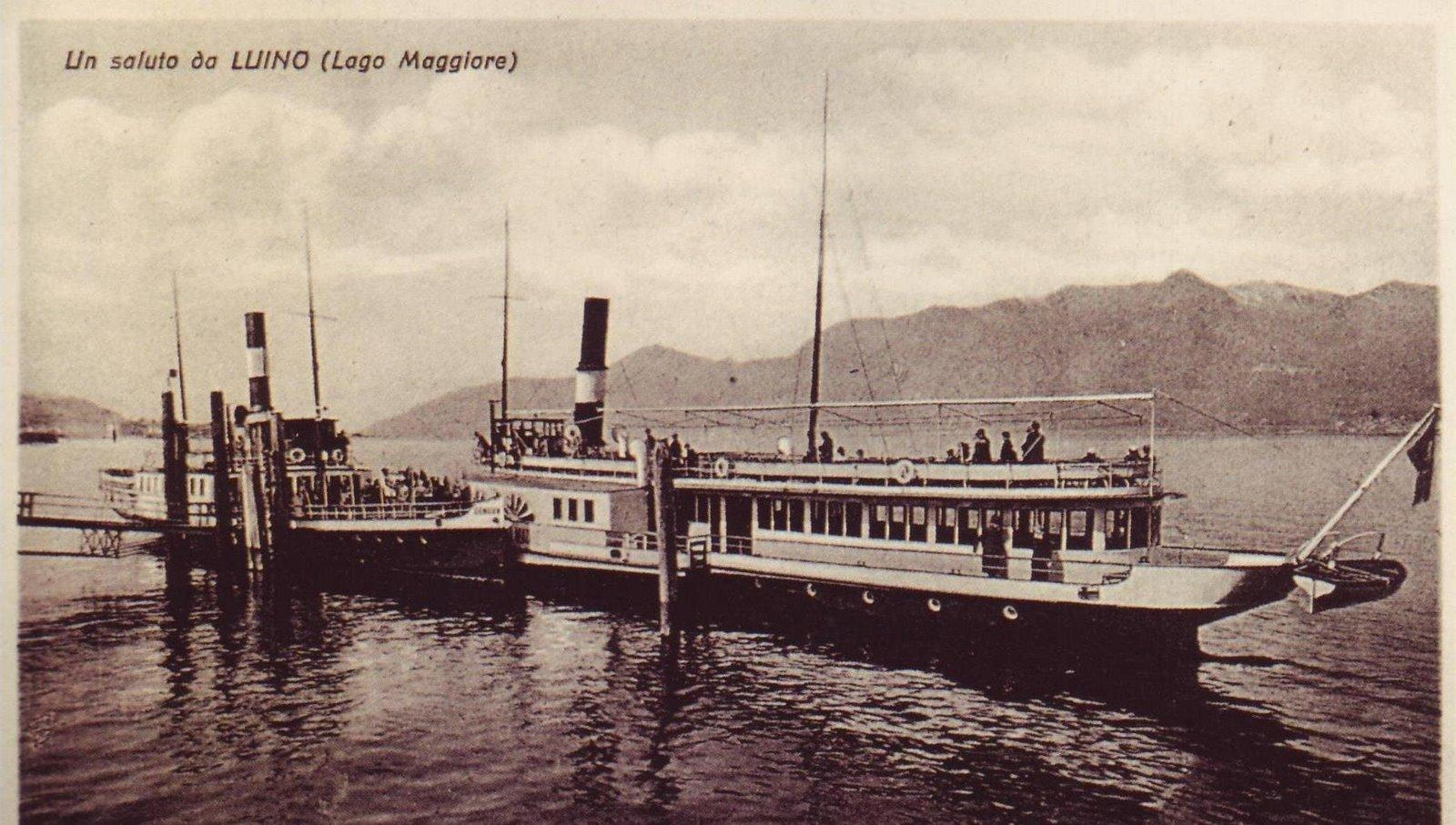
I piroscafi Genova (a sinistra) e Regina Madre a Luino.

Nel Museo dell'Isola Bella è conservata una piroga preistorica ritrovata nei pressi di Ispra nell'800, a testimonianza della lunga ininterrotta storia della navigazione locale, proseguita poi nei secoli più recenti con il trasporto dei blocchi lapidei e la fluitazione dei legnami.

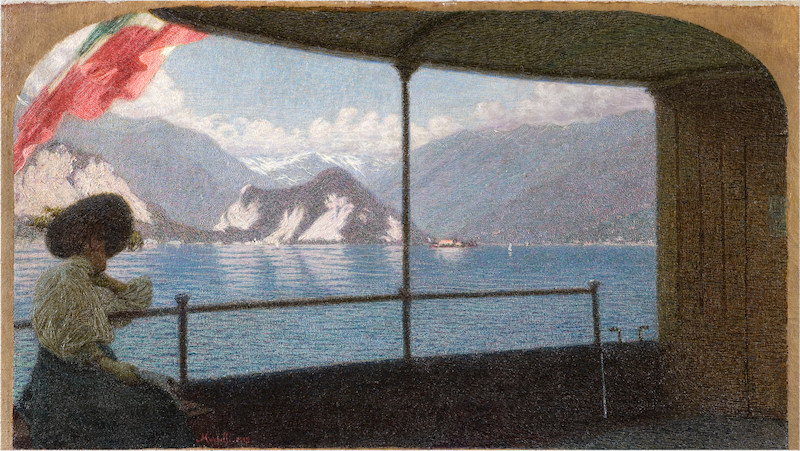
Angelo Morbelli, 1915: battello sul lago Maggiore

La navigazione di linea sul lago ha origini molto antiche: già nel 1825 si costituì l'"Impresa Lombardo-Sardo-Ticinese" per la navigazione sulle sue acque e nel 1826 il primo piroscafo, il Verbano, già solcava le acque del lago. Nel 1853 cominciò il servizio anche una seconda società, il "Lloyd Austriaco", con il piroscafo Taxis. L'"Impresa Lombardo-Sardo-Ticinese" fallì nel 1853 e vendette i piroscafi al governo del Regno di Sardegna. Durante la seconda guerra di indipendenza (1859) i piroscafi vennero armati e vi furono anche scontri (l'austriaco Radetzky venne seriamente danneggiato dalle popolazioni insorte) e infine trovarono riparo nelle acque neutrali svizzere. Il "Lloyd Austriaco", fallito, vendette i suoi tre bastimenti al governo svizzero che li cedette al governo sardo.
Nel 1867 la proprietà dei battelli passò alla neonata impresa "Innocente Mangili" di Milano, che a partire dal 1876 fino al 1909, nel corso della Belle Époque, mise in servizio ben otto grandi battelli salone a ruote e, fino al 1914, cinque a elica. Nel 1896 la Regia Guardia di Finanza stanziò una flottiglia di piccole torpediniere a Cannobio; quello stesso anno una di esse, la Locusta, affondò in una tempesta con tutto l'equipaggio.
Durante la prima guerra mondiale la società Mangili fallì e i battelli vennero gestiti dal governo con risultati disastrosi; nel 1923 passarono infine alla "Società Subalpina Imprese Ferroviarie", che attuò un drastico rinnovo della flotta: vennero demoliti tutti i piroscafi maggiori tranne sei (tre a ruote e tre a elica), altri due vennero riattrezzati con motore Diesel e vennero costruite dieci nuove motonavi; nel 1929 cominciò il servizio di trasporto autoveicoli con il traghetto San Cristoforo, ottenuto dalla trasformazione di un barcone, e quattro anni più tardi entrò in servizio un secondo San Cristoforo, la prima vera nave traghetto dei laghi italiani. Nel 1938 le Ferrovie Regionali Ticinesi aprirono il servizio sul bacino svizzero.
La seconda guerra mondiale portò lutti e danni: gli attacchi aerei alleati affondarono, tra il 25 settembre e il 26 settembre 1944, i piroscafi Genova, Milano e Torino. Nei primi due casi ci furono rispettivamente 34 e 26 morti. In altri attacchi furono danneggiate le motonavi Monfalcone e Magnolia. Il 16 aprile 1948 la gestione delle imbarcazioni passò alla Gestione commissariale governativa, che costruì diverse nuove navi (il primo aliscafo prese servizio nel 1953); nel 1956 acquistò la flottiglia svizzera.

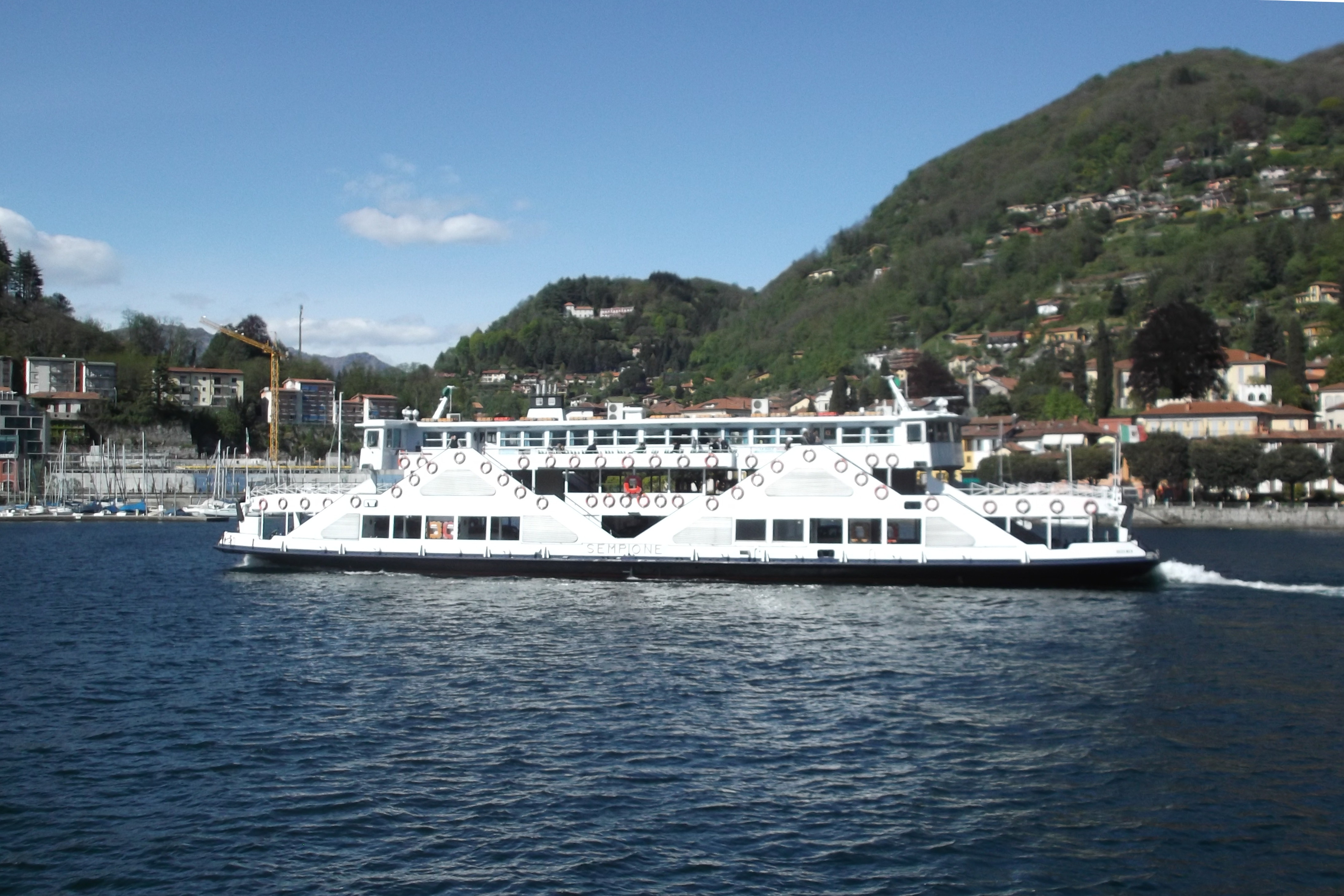
Motonave traghetto Sempione (in servizio dal 1976), aprile 2016

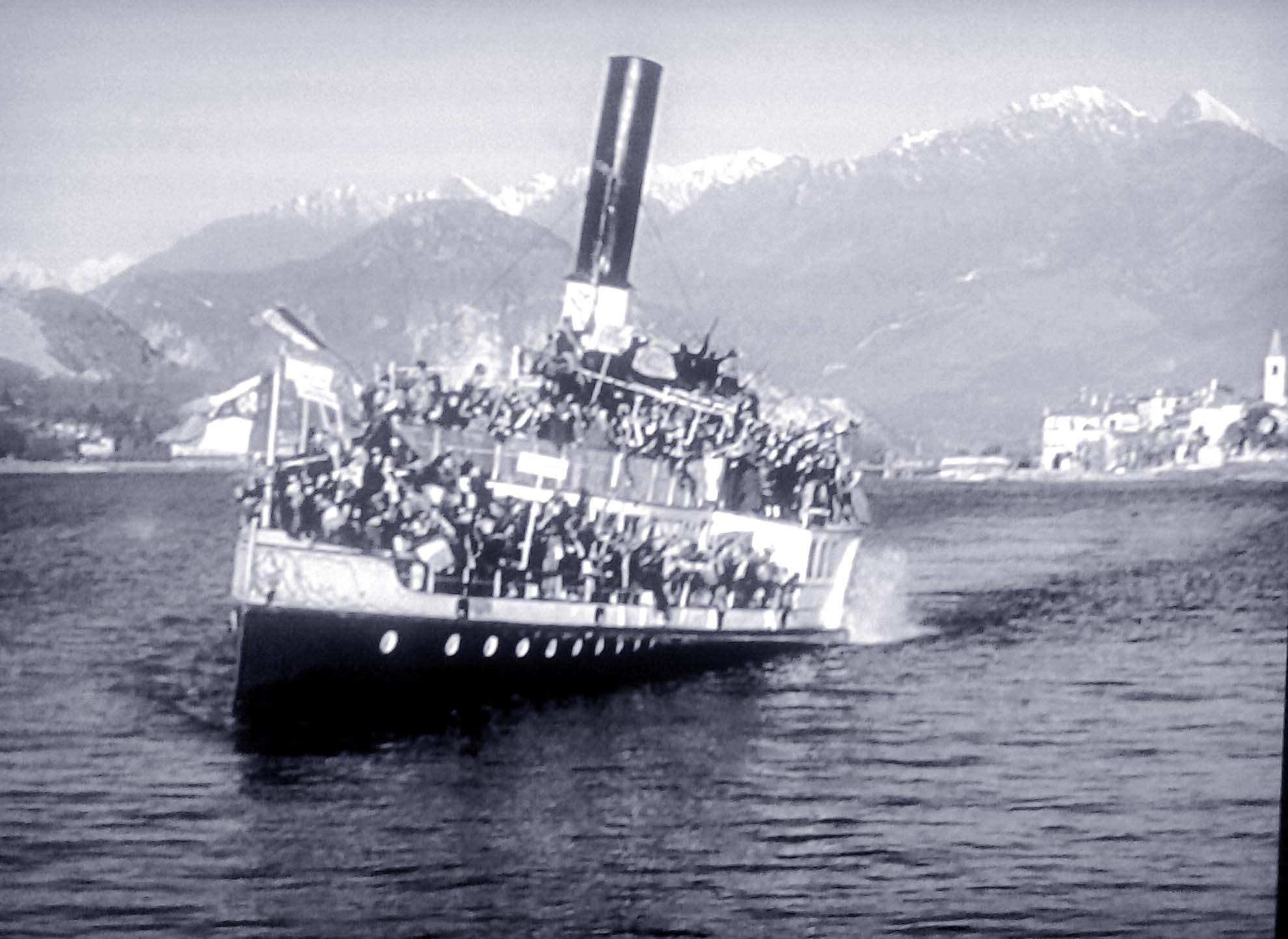
In questa scena del film Piccolo mondo antico, diretto da Mario Soldati nel 1941 e interpretato da Alida Valli e Massimo Serato, venne utilizzato il battello lacustre Piemonte

Attualmente la flotta passeggeri della Gestione governativa navigazione laghi, la più grande dei laghi italiani, si compone di oltre trenta unità tra piroscafi, motonavi, traghetti, catamarani, aliscafi e motoscafi. Tuttora la flotta continua ad ampliarsi, infatti si aspettano una motonave da 350 passeggeri, e un traghetto che sostituirà l'ormai demolito San Gottardo. Sopravvivono ancora oggi quattro battelli storici:
- Il piroscafo salone a ruote Piemonte, costruito nel 1904 con il nome di Regina Madre e ribattezzato nel 1943, rimodernato nel 1961-1965 e tuttora in servizio (seppur la NLM lo utilizzi esclusivamente per noleggi);
- Il piroscafo salone a ruote Lombardia, costruito nel 1908 e messo in disarmo nel 1958, ancorato dal 1969 come bar-ristorante ad Arona e relativamente in buono stato di conservazione (le strutture originali, in parte nascoste da altre fittizie, sono intatte);
- La motonave a elica Torino, costruita nel 1913 come piroscafo mezzo salone a elica, affondata nel 1944, recuperata e ricostruita come motonave nel 1945 e rimodernata nel 1969. Ha perso praticamente del tutto l'aspetto del piroscafo, assumendo il profilo delle motonavi anni cinquanta;
- La motonave a elica Azalea (gemella della Fior d'Arancio), costruita nel 1924, rimodernata negli anni settanta, successivamente posta fuori servizio, venduta e usata come sede da una società di noleggio imbarcazioni presso Suna (Verbania), in buono stato.

### Piroscafi a ruote
- Verbano (I) (1826-1842)
- San Carlo (1842-1870)
- Verbano (II) (1844-?)[14]
- Verbano (III) (1845?)[15]
- Taxis (1853-1950)[16]
- Benedek (1853-1896)[17]
- Radetzky (1853)[18]
- San Gottardo (1855-1918)[19]
- San Bernardino (1855-?)[20]
- Lucmagno (1855-1914)[21]
- Verbano (IV) (1876-1918)
- Eridano (1883-?)[22]
- Italia (1888-?)[22]
- Elvezia (1890-?)[22]
- Sempione (1896-1933)
- Francia (1903-?)[23]
- Regina Madre (1904)[24]
- Lombardia (1908)[25]

### Motonavi
- Dovia (1923-?)[26]
- Racconigi (1923-?)[27]
- Airolo (1923-?)
- Monfalcone (1923-?)
- Legnano (1923-?)
- Fior d'Arancio (1923-2014)[28]
- Camelia (1923-?)[29]
- Azalea (1923)[30]
- Magnolia (1923-?)[29]
- Mimosa (1925-?)
- Fortuna (1938-2006)
- Delfino (1950)
- Milano (1952)
- Genova (1952)[31]
- Roma (1957)[32]
- Venezia (1962)[33]
- Italia (1965)
- Helvetia (1965)
- Alpino (1972)
- Cerbiatto (1973)
- Camoscio (1973)
- Stambecco (1973)
- Capriolo (1974)
- Daino (1974)
- Airone (2007)[34]
- Cicogna (2008)[35]
- Antares (2009)[36]
- "Albatros" (2011)
- "Pellicano" (2011)
- "Zeda" (2015)[37]

### Piroscafi a elica
- Paleocapa (1869-1929)[38]
- Como (1908-?)
- Novara (1908-?)
- Milano (1912-1944)[39]
- Torino (1913)[40]
- Genova (1914-1944)[39]

### Motoscafi
- Traviata (1928-?)[41]
- Rana
- Gabbiano (I)
- Ibis (1950-?)[42]
- Albatro (1950-?)[42]
- Cigno (I) (1950-?)[42]
- Gabbiano (II) (1950)[43]
- Rondine (1950)[44]
- San Giulio (1950)[45]
- Cigno (II) (1963)[46]
- San Biagio (1961-2007)[47]
- Gabbiano (III) (1961-?)[48]
- Isole di Brissago[49]

### Traghetti
- San Cristoforo (I) (1890-1933?)[50]
- San Cristoforo (II) (1933-1999)[51]
- San Carlo (1952)
- San Gottardo (1957-2008)
- San Bernardino (1962)
- San Cristoforo (1965)
- Sempione (1976)
- Verbania (1986)[52]
- Ticino (1996)

### Piroscafi merci
- Forte
- Utile

### Aliscafi
- Freccia dell'Oro (1953-?)[53]
- Freccia del Verbano (1964-?)[42]
- Freccia del Ticino (1968-2003)[54]
- Freccia delle Camelie (1974-2003)[55]
- Freccia delle Ortensie (1974-2003)[56]
- Freccia delle Magnolie (1976)[57]
- Freccia dei Giardini (1981)
- Enrico Fermi (1984)
- Lord Byron (1990)[58]

### Catamarani
- Stendhal (1990-2018)[59]
- Foscolo (1990)
- Carducci (1990)
- Leopardi (2003)
- Pascoli (2003)

## Storia

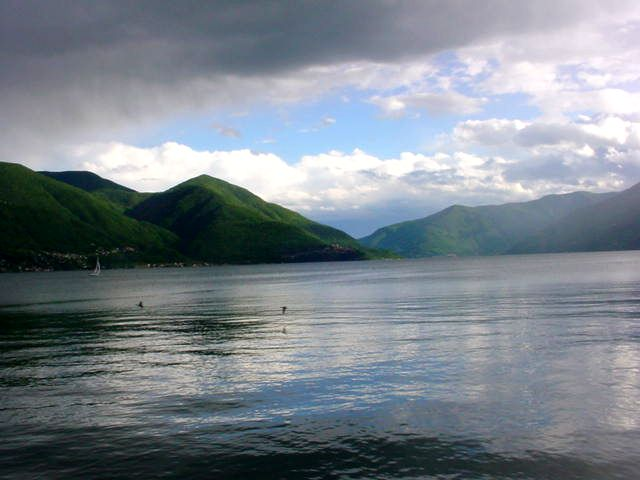
Lago Maggiore visto da Ascona

I reperti e le prove rinvenuti ci dicono che a seguito della creazione vera e propria del lago, con il ritiro completo dei ghiacci, la zona circostante fu abitata da gruppi nomadi, che utilizzarono il territorio prevalentemente come luogo per la caccia e approvvigionamenti.
Nel periodo storico del Calcolitico si ha la costruzione dei primi nuclei abitativi negli immediati pressi del lago e da quel momento si avrà un lento consolidarsi di gruppi sedentari.
Sulle sponde del lago, tra il IX e IV secolo a.C. si sviluppò la cultura di Golasecca, una civiltà dell'età del ferro di lingua celtica. I golasecchiani avanzarono fino ad alcune zone dell'attuale Lombardia, per poi essere nuovamente respinti fino ai loro confini occidentali dalla discesa dei Celti nella penisola italiana, probabilmente la popolazione dei Galli Taurini.
I Galli ebbero quindi la supremazia sul territorio lacustre fino all'avanzare dei Romani che ricondussero le zone piemontesi e lombarde a province dell'Impero. Il "Verbanus Lacus" (nome donatogli dai Romani, dal quale probabilmente deriverà poi la nomenclatura lago Verbano) o "Lacus Maximus" (altro nome attribuitogli addirittura da Virgilio) resterà in mano saldamente all'Impero romano. In età romana conobbe particolare sviluppo la navigazione lungo il lago, tanto che le navi potevano discendere il Ticino e raggiungere così Pavia, da dove ci si poteva spingere, grazie al Po, fino al mare Adriatico. Non a caso, gli scavi dell'insediamento di Angera hanno dato alla luce reperti che mostrano forti collegamenti tra il lago e l'alto Adriatico. Tale linea di navigazione conobbe particolare sviluppo durante l'Alto Medioevo, quando Pavia fu capitale del Regno longobardo prima e del Regno d'Italia poi.
Per arrivare a un periodo di rinascita delle città sul lago bisognerà attendere il Medioevo, il quale porterà alla creazione di borghi, castelli e in generale un esempio ben differente di fisionomia dei luoghi abitati.
In questo periodo la zona attorno al lago, così come numerosi territori nei dintorni di Milano, passò fra le mani di diverse famiglie come i Della Torre, i Visconti, la casa regnante degli Asburgo dal 1713 e in particolare la famiglia Borromeo, la quale ebbe un'enorme influenza per lunghissimi anni sul lago Maggiore, partendo dall'acquisizione del feudo di Arona nel 1445. Altro casato illustrissimo che ebbe una grandissima influenza in epoca medioevale è quello dei Marchesi Morigi o Moriggia, che ricevette numerosi territori dai Visconti come le degagne di San Maurizio e San Martino, la Valtravaglia che vennero soprannominate "terre Morigie". Durante i secoli i casati dei Borromeo e dei Morigi lottarono aspramente per l'egemonia su queste terre. Gli stessi Borromeo ebbero pure, tra il 1523 e il 1524, dei veri e propri scontri armati contro Francesco II Sforza che a più riprese inviò truppe e navi armate contro le rocche dei Borromeo situate sulle isole di Cannero. Altri casati nobiliari legati sin dal Medioevo al territorio furono i Besozzi, i Sessa, i Luini e i Capitanei di Locarno.
A partire dal XIV secolo, la navigazione lungo il lago fu sfruttata anche per trasportare i pesanti blocchi di marmo provenienti da Candoglia e da altre cave poste nei dintorni del lago verso i due principali cantieri lombardi del Medioevo e del Rinascimento: il duomo di Milano e la certosa di Pavia.

### Esondazioni
Le esondazioni del lago Maggiore a Locarno che hanno superato quota 196,00 metri s.l.m. Da notare che la lista non contiene tutti gli eventi risalenti prima del XIX secolo. Il livello raggiunto dall'acqua è attendibile a partire dal 1868.
| Anno | Livello (m)                               |
| ---- | ----------------------------------------- |
| 1178 | Circa 10 metri oltre il livello "normale" |
| 1640 | 198,82                                    |
| 1706 | 199,03                                    |
| 1755 | 197,77                                    |
| 1777 | 198,57                                    |
| 1792 | 197,67                                    |
| 1807 | 199,28                                    |
| 1829 | 197,15                                    |
| 1834 | 197,30                                    |
| 1840 | 197,78                                    |
| 1846 | 197,08                                    |
| 1846 | 197,24                                    |
| 1855 | 197,22                                    |

| Anno               | Livello (m) |
| ------------------ | ----------- |
| 1868, 4 ottobre    | 200,23      |
| 1872, 22 maggio    | 197,32      |
| 1889, 30 ottobre   | 196,56      |
| 1891               | 196,20      |
| 1892               | 196,10      |
| 1896               | 196,40      |
| 1897               | 195,70      |
| 1900, 28 agosto    | 196,40      |
| 1907, 18 ottobre   | 197,21      |
| 1917               | 196,20      |
| 1918               | 196,30      |
| 1920, 25 settembre | 196,40      |
| 1926               | 196,50      |
| 1926               | 196,60      |
| 1928, 2 novembre   | 196,81      |
| 1939               | 196,23      |
| 1940               | 195,84      |

| Anno               | Livello (m)                                                 |
| ------------------ | ----------------------------------------------------------- |
| 1942               | 196,21                                                      |
| 1951, 13 novembre  | 196,60                                                      |
| 1951, 22 novembre  | 196,55                                                      |
| 1963, 8 novembre   | 196,18                                                      |
| 1968, 5 novembre   | 196,35                                                      |
| 1977, 5 maggio     | 196,44                                                      |
| 1977, 10 ottobre   | 196,34                                                      |
| 1979, 17 ottobre   | 196,60                                                      |
| 1981, 28 settembre | 196,82                                                      |
| 1983, 23 maggio    | 196,29                                                      |
| 1986, 25 aprile    | 196,02                                                      |
| 1993, 14 ottobre   | 197,24                                                      |
| 2000, 17 ottobre   | 197,48 (fonte https://www.hydrodaten.admin.ch/it/2022.html  |
| 2002, 17 novembre  | 196,21 (fonte https://www.hydrodaten.admin.ch/it/2022.html  |
| 2002, 20 novembre  | 196,24 (fonte https://www.hydrodaten.admin.ch/it/2022.html  |
| 2014, 13 novembre  | 196,36 (fonte https://www.hydrodaten.admin.ch/it/2022.html  |
| 2014, 16 novembre  | 196,37 (fonte https://www.hydrodaten.admin.ch/it/2022.html) |

## Leggende

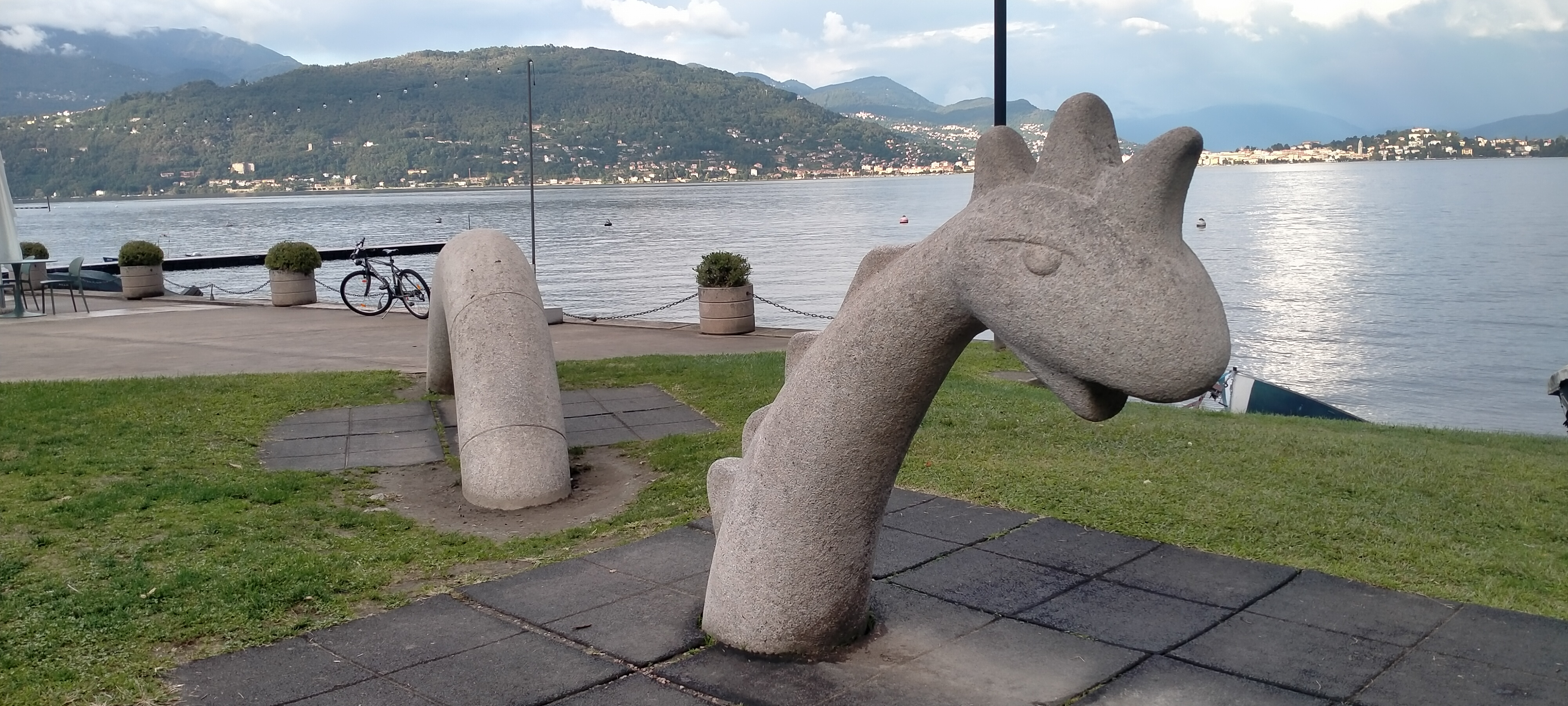
Statua di Maggie, il mostro del lago Maggiore, a Baveno

Il folklore popolare tramanda aneddoti sulla presenza nel lago di un grande mostro, simile a un serpente e, a partire dal 1934 si hanno riferimenti scritti a presunti avvistamenti. A tale criptide è stato dato il nome di Maggie. Oggi a Baveno si trova una statua in granito del mostro.

## Monumenti e luoghi di interesse
(Giuseppe Jappelli, parlando dell'Isola Madre, 1815)
(Stendhal)

### I castelli sul Lago Maggiore

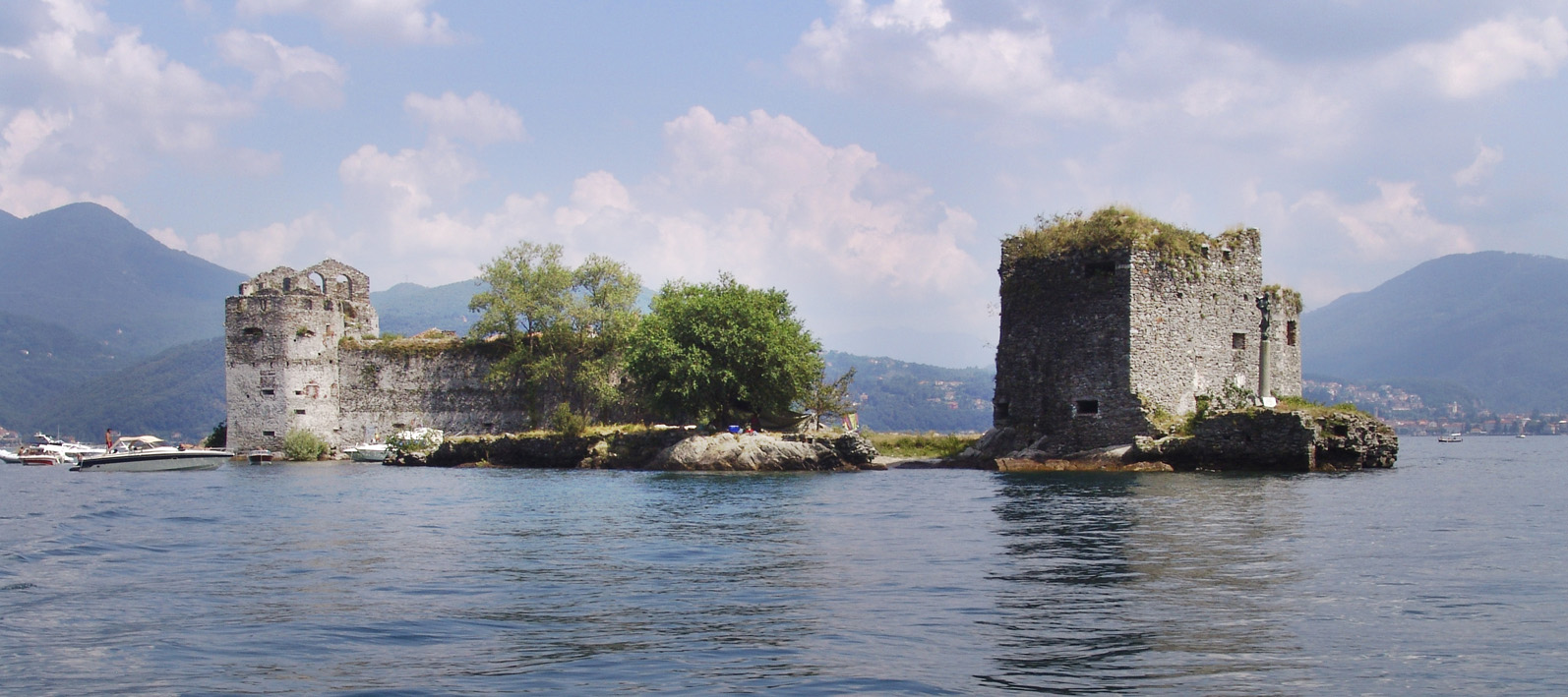
Castelli di Cannero

- Castelli di Cannero, situati su degli isolotti tra Cannero Riviera e Luino, vennero costruiti tra il 1200 e il 1300.
- Castello di Massino Visconti, primo forte edificato dai Visconti, venne demolito dal Marchese del Monferrato e ricostruito dal 1548 al 1555.
- Castello Visconteo di Locarno, eretto nel XIII secolo dai Visconti, venne distrutto e ricostruito più volte dopo la cacciata della famiglia Viscontea.
- Rocca di Arona Fondata dai Longobardi, passa poi ai Visconti e ai Borromeo, vi nacque nel 1538 Carlo Borromeo.
- Rocca Borromea di Angera, risalente ai Romani e Longobardi, ospita anche un celebre museo della bambola[67].
- Rocca di Caldé, eretta a Caldè, una frazione di Castelveccana. Appartenente per secoli agli arcivescovi di Milano, nel XIII secolo ne fu da questi infeudata la nobile famiglia Sessa, casato di antichissime origini longobarde; è visitabile solo in alcuni resti.
- Torre Imperiale, segno dell'antica presenza della famiglia Mandelli a Maccagno, era adibita a torre di avvistamento e costruzione di difesa del territorio.
- Castello di Frino, eretto dai marchesi Morigi per controllare e amministrare i loro feudi come quello delle degagnane di San Martino e San Maurizio, di Pallanza etc.

### Le ville
Alcune delle più belle ville costruite attorno al lago:
- Palazzo Borromeo dell'Isola Madre e dell'Isola Bella, situati sulle due isole Borromee, sono le antiche residenze della famiglia Borromeo sul lago Maggiore[67].
- Villa Ducale Sorge a Stresa, vicino al centro storico, fatta costruire dalla famiglia Bolongaro fu anche proprietà di Antonio Rosmini.
- Villa Faraggiana, a Meina, dapprima museo zoologico e successivamente orfanotrofio e convalescenziario.
- Villa Giulia, a Verbania, costruita nel 1847 da Bernardino Branca.
- Villa Pallavicino, a Stresa, ora un parco zoologico di rara bellezza[68].
- Villa Ponti, villa settecentesca nel centro storico di Arona.
- Villa Treves, costruita a Belgirate, ospitò tra gli altri Gabriele D'Annunzio e Giovanni Verga.
- Villa Rusconi-Clerici, a Verbania, costruita e posseduta nel tempo da Stefano Türr, Ferdinando Biffi e figli, i conti Rusconi-Clerici. Ha ospitato artisti come Troubetzkoy, Marco Minotti e Daniele Ranzoni, soldati come il generale Cadorna e numerose famiglie aristocratiche.
- Villa San Remigio, vicino ai giardini di Villa Taranto, costruita in stile Barocco e Rinascimentale.
- Villa Taranto, edificata in stile franco-normanno da Augusto Guidini e sede del celebre giardino botanico[69].
- Villa Emden, sull'Isola di San Pancrazio, a Brissago, fatta costruire dall'uomo d'affari e collezionista tedesco naturalizzato svizzero Max Emden.
- Casa Moriggia, a Verbania, palazzo dell'illustre casato dei marchesi Morigi.

### Giardini e parchi antropici
(Gustave Flaubert, parlando dei giardini dell'Isola Madre, 1845)
- Il giardino botanico Alpinia, si trova sulle colline sopra il comune di Stresa, si estende per più di 40 000 m², con una spettacolare vista sul lago Maggiore e le Isole Borromee[70].
- I giardini botanici di Villa Taranto noti in tutto il mondo, comprendono più di un migliaio di piante e circa 20 000 varietà di particolare valenza botanica e naturalistica[69].
- I giardini dell'Isola Bella, uno dei più grandiosi esempi di giardino barocco all'italiana[67].
- Il giardino botanico dell'Isola Madre, giardino in stile inglese, si estende per circa 8 ettari[67].
- Il Parco botanico dell'Isola di San Pancrazio, a pochi chilometri da Ascona e Brissago, è caratterizzato dalle specie presenti grazie al particolare clima mite.
- Il Parco delle Camelie, a Locarno, propone al suo interno più di 500 varietà di camelie su uno spazio di 5 000 m².
- Il Parco del Monte Verità, si estende sull'omonima collina che sorge alle spalle del borgo di Ascona, celebre per aver ospitato una comunità eterogenea di persone accomunate da aspirazioni e ideali utopisti, vegetariani, naturisti, teosofici.
- Il Parco botanico del Gambarogno, fondato dal vivaista Otto Eisenhut, può vantare una vasta collezione di camelie, magnolie, azalee e rododendri.
- Il parco di Villa Bernocchi, esteso per 60 000 m², si trova a Premeno, nei giardini della villa ora adibita a sede per mostre.

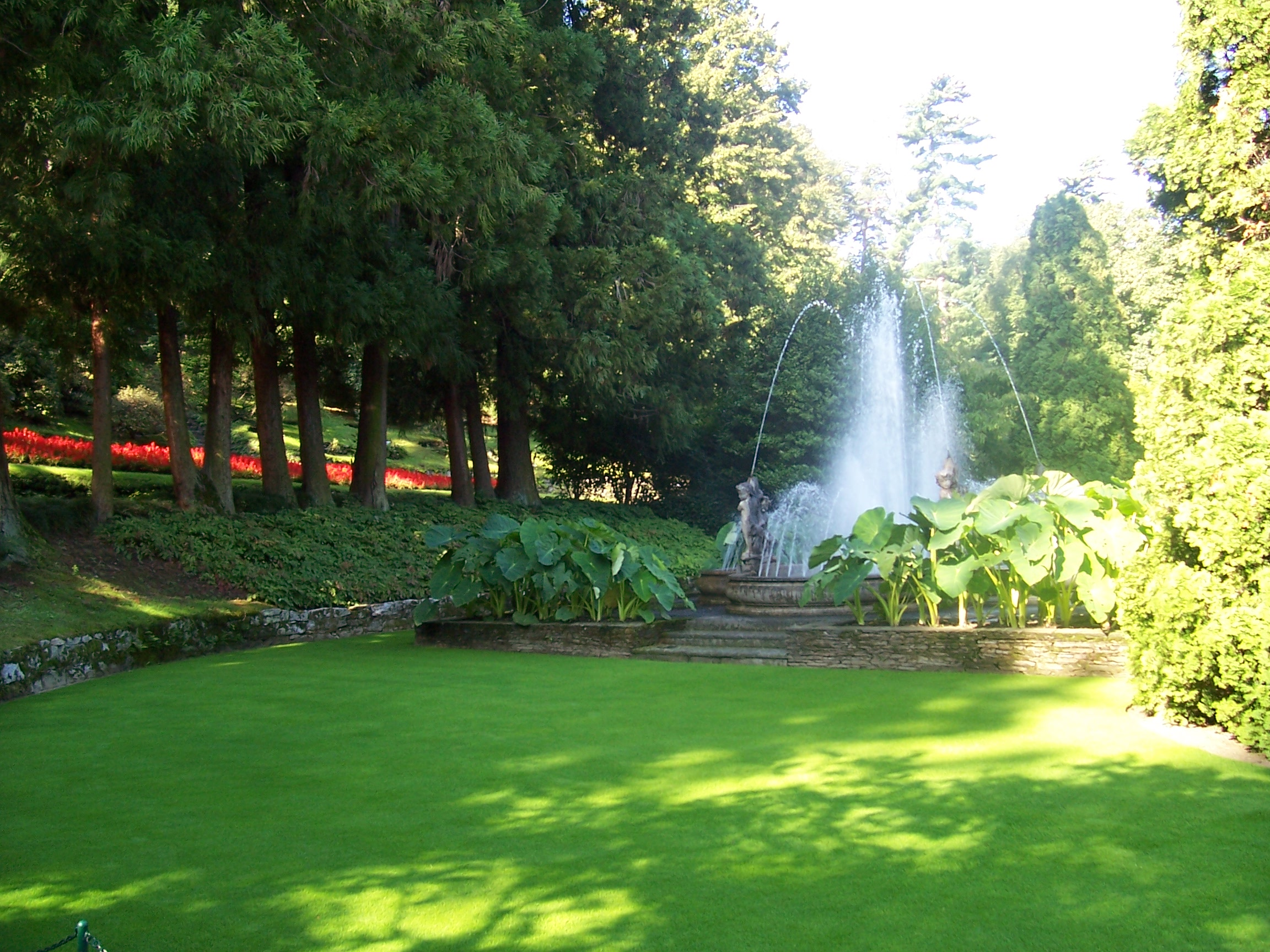
Vista della fontana nel giardino botanico di Villa Taranto

- Il parco di Villa De Angeli Frua, visitabile a Laveno-Mombello, vi si trovano numerose piante secolari.
- Il parco di Villa Fedora, si trova a Baveno, si estende attorno alla villa, ora adibita a camera di commercio del VCO.
- Il parco zoologico di Villa Pallavicino, si trova a Stresa, ospita più di 40 specie animali esotiche e si spazia in un territorio di circa 20 ettari[68].

### Aree protette e parchi naturalistici
- Parco nazionale della Val Grande la zona selvaggia più estesa d'Italia[71].
- Parco naturale dei Lagoni di Mercurago di rilevanza ambientale e archeologica[72].
- Parco naturale della Valle del Ticino ampia area protetta Riserva della biosfera UNESCO che comprende la fascia fluviale dell'emissario del lago[72].
- Riserva naturale speciale dei Canneti di Dormelletto[72].
- Riserva naturale di Fondo Toce che comprende il più esteso canneto del lago, punto di passaggio e sosta delle migrazioni di numerose specie di uccelli[72].
- Bolle di Magadino area protetta che comprende la parte più settentrionale del lago, in territorio elvetico[73].
- Riserva naturale speciale del Sacro Monte della Santissima Trinità di Ghiffa[74].

### I musei

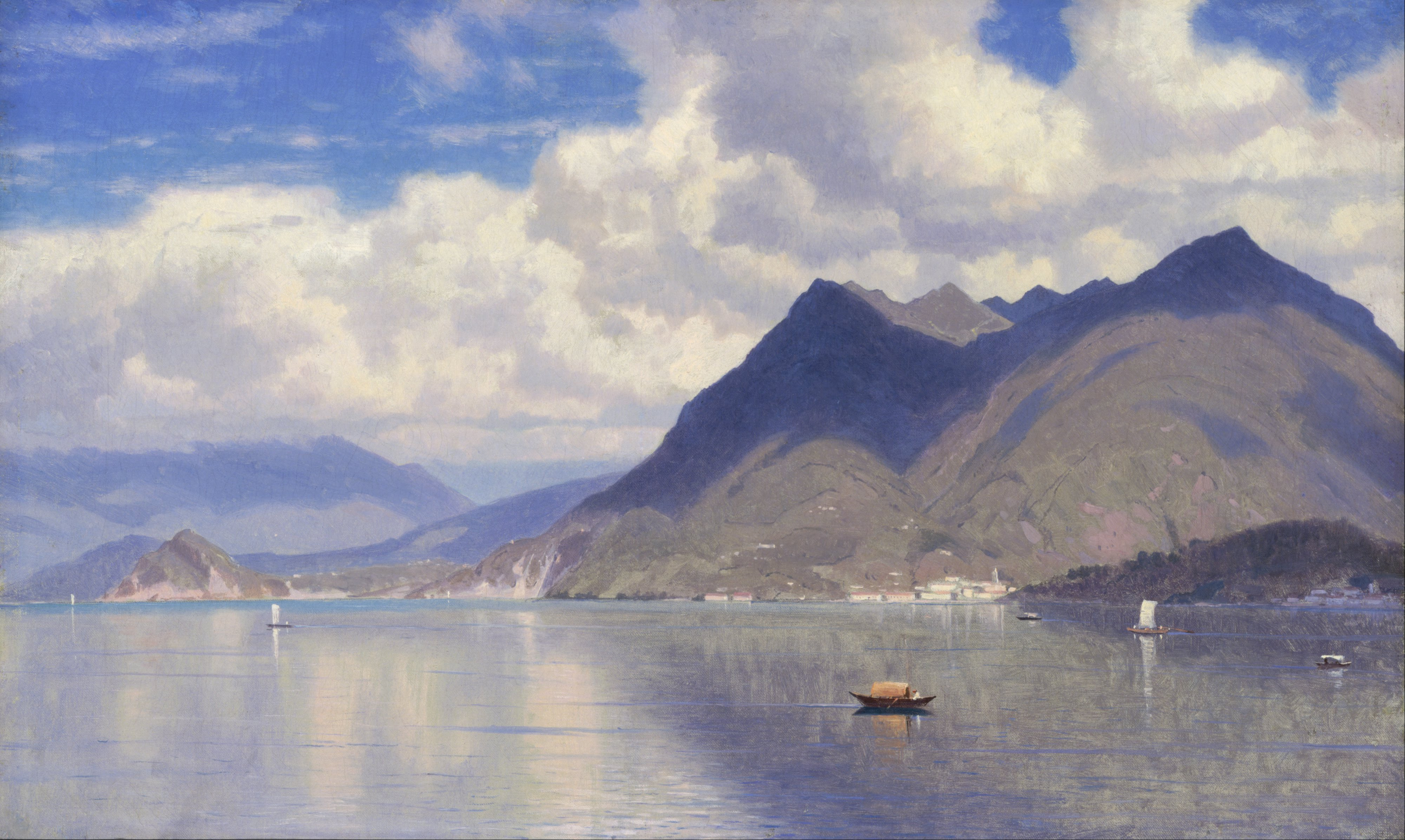
William Stanley Haseltine
Lago Maggiore, 1867 ca.
Smithsonian American Art Museum

Alcuni tra i più importanti musei del territorio:
- Il Museo della ceramica, ex Civica Raccolta di Terraglia, oggi MIDeC - Museo Internazionale del Design Ceramico, a Laveno, in frazione Cerro, all'interno di palazzo Perabò sul lungolago: articolato in undici sale, raccoglie opere dalla seconda metà dell'Ottocento, quando sorsero le prime industrie ceramiche a Laveno, fino al secolo successivo, con particolare riferimento agli interventi di Guido Andlovitz e Antonia Campi, alla quale è stata recentemente dedicata una sala.
- Museo dell'ombrello e del parasole a Gignese, ripercorre abitudini, costumi e tecniche di lavoro degli ombrellai, raccoglie informazioni sulla costruzione dell'ombrello e le sue caratteristiche.
- Civico museo archeologico di Sesto Calende, contiene numerosi reperti archeologici, soprattutto a sfondo funerario.
- Museo della bambola e del giocattolo, all'interno della Rocca di Angera, il più grande o uno dei più grandi nel suo genere in Europa, si snoda attraverso molte sale del castello percorrendo la storia del giocattolo e del costume dal 1700 a oggi.
- Museo civico di Luino, diviso tra una pinacoteca, una sezione con reperti e una collezione di minerali e fossili.
- Museo ferroviario del Verbano, anch'esso a Luino.
- Museo dell'arte del cappello, si trova a Ghiffa, racconta all'interno delle sue sale la storia del copricapo e le tecniche che circondano la sua creazione.
- Museo civico archeologico di Arona, conserva numerosi reperti concernenti le popolazioni che abitarono la zona del lago Maggiore.
- Monte Verità, situato a Casa Anatta, ad Ascona, ripercorre con documenti e fotografie la storia dell'omonimo movimento rivoluzionario degli inizi del Novecento, che attrasse pensatori e intellettuali quali Carl Gustav Jung, Stefan George ed Erich Maria Remarque.
- Il Museo Comunale d'Arte moderna ad Ascona, ospita numerose opere di artisti come Paul Klee, Jawlensky, Hermann Hesse, Franz Marc e in generale del Der Blaue Reiter.
- Fondazione Ignaz e Mischa Epper, si trova ad Ascona, è la sede della collezione delle opere dei coniugi Epper.
- Il Museo di San Sebastiano, situato ad Ascona, contiene arredi sacri della parrocchia di Ascona e fonti riguardanti l'oratorio dei SS. Fabiano e Sebastiano.
- Il Museo civico archeologico, si trova a Locarno, conserva al suo interno reperti del Locarnese dell'età del bronzo fino all'Alto Medioevo.
- Museo dei trasporti Ogliari, si trova a Ranco, conserva mezzi di trasporto che vanno dal XVIII alla fine del XX secolo.
- Museo del paesaggio a Verbania, con la gipsoteca dello scultore Paolo Troubetzkoy.
- Il Museo Civico Parisi-Valle di Maccagno denominato museo-ponte in quanto unisce Maccagno Inferiore con Maccagno Superiore sul fiume Giona.

### Altri luoghi di interesse

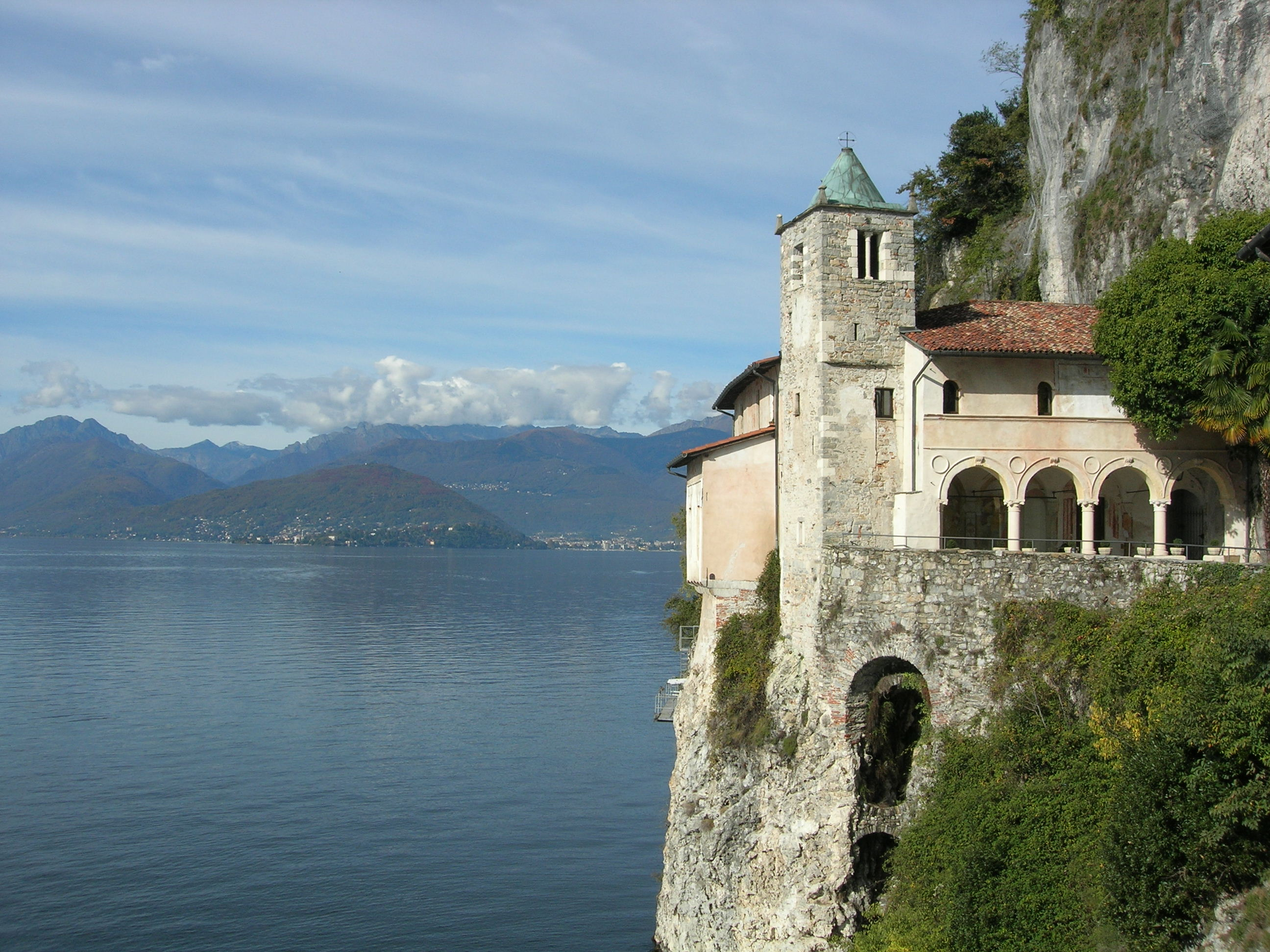
L'eremo di Santa Caterina del Sasso

Eremo di Santa Caterina del SassoSituato nel comune di Leggiuno, sulla sponda lombarda, si trova l'Eremo di Santa Caterina del Sasso, un monastero costruito sulla costa rocciosa, raggiungibile tramite la scalinata che risale dal lago o scende dal sovrastante parcheggio. Il complesso monastico è composto da tre edifici e risale al XII secolo, con aggiunte più recenti del XIX secolo. In tempi più recenti è stato sottoposto a restauro, terminato nel 1986. Di proprietà della provincia di Varese, è affidato per la custodia a una comunità di domenicani.
Sacro Monte di GhiffaPosto lungo le pendici boscose del monte Cargiago, il Sacro Monte di Ghiffa si trova in una posizione panoramica con una stupenda vista sul lago Maggiore. Nel 2003 questo complesso monumentale è stato inserito dall'UNESCO nella Lista del Patrimonio Mondiale insieme ad altri sei Sacri Monti piemontesi.

Sacro Monte di Ghiffa
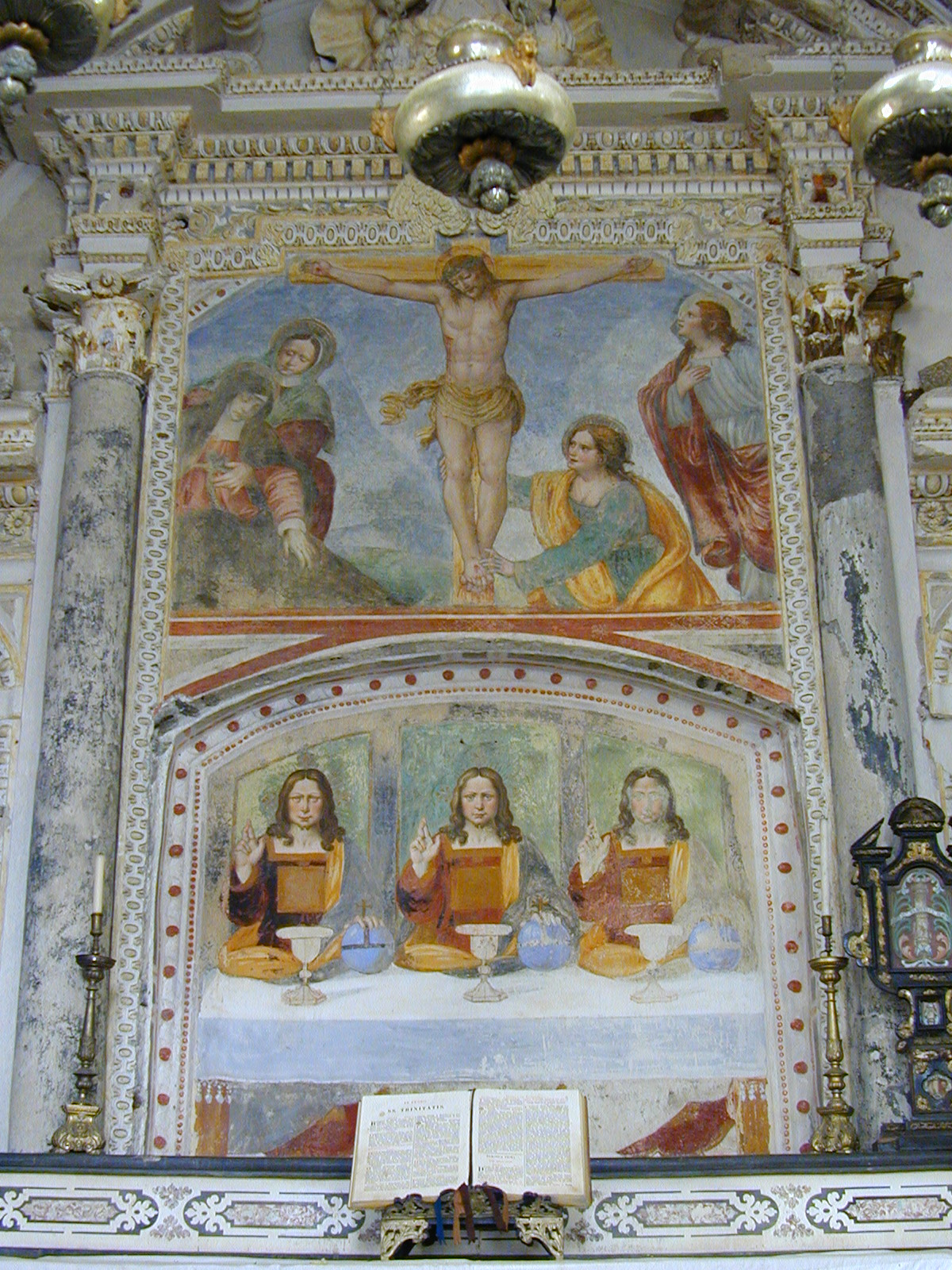
Crocifissione e Trinità, autore ignoto del XVI secolo
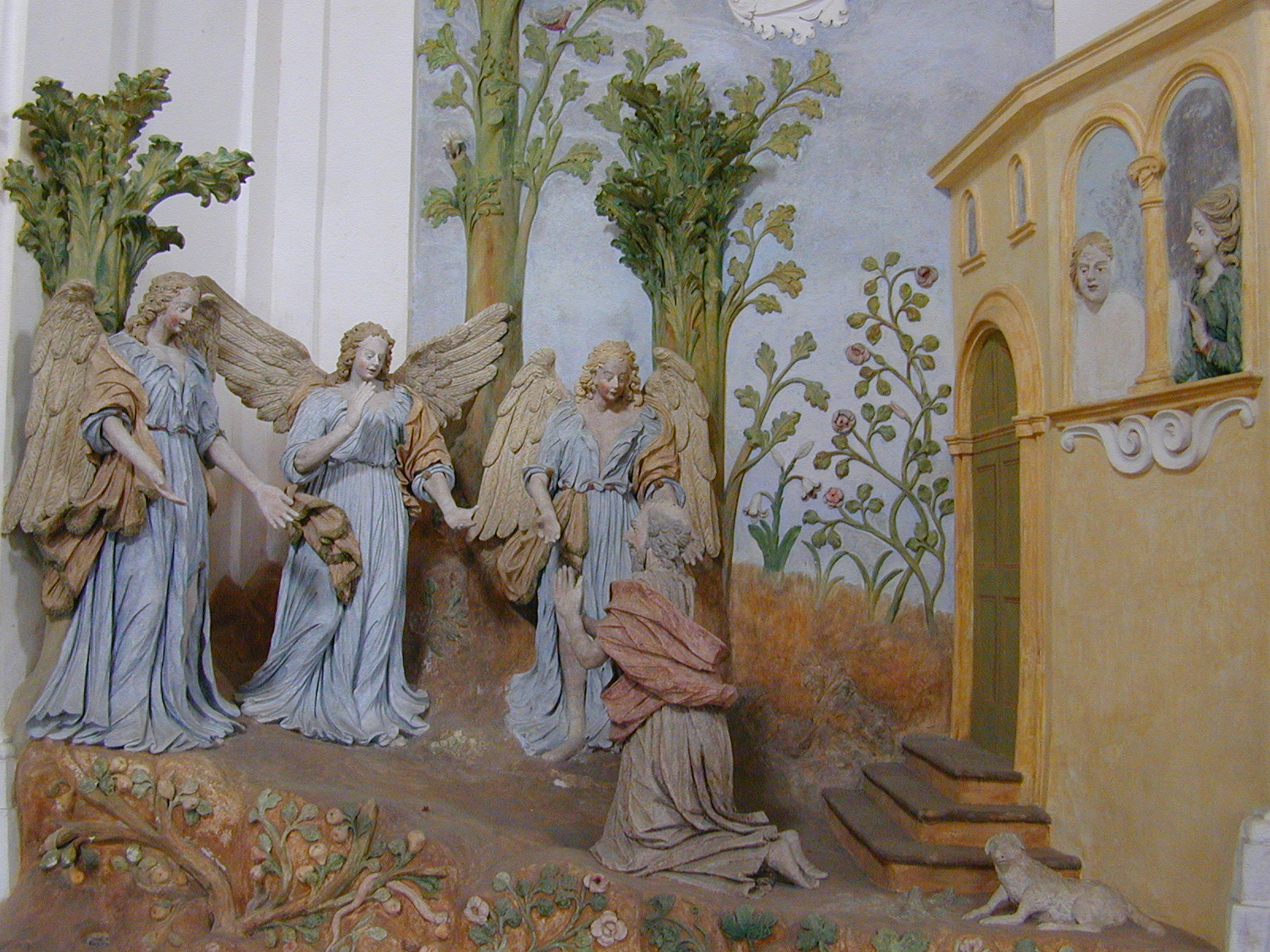
Interno della Cappella di Abramo
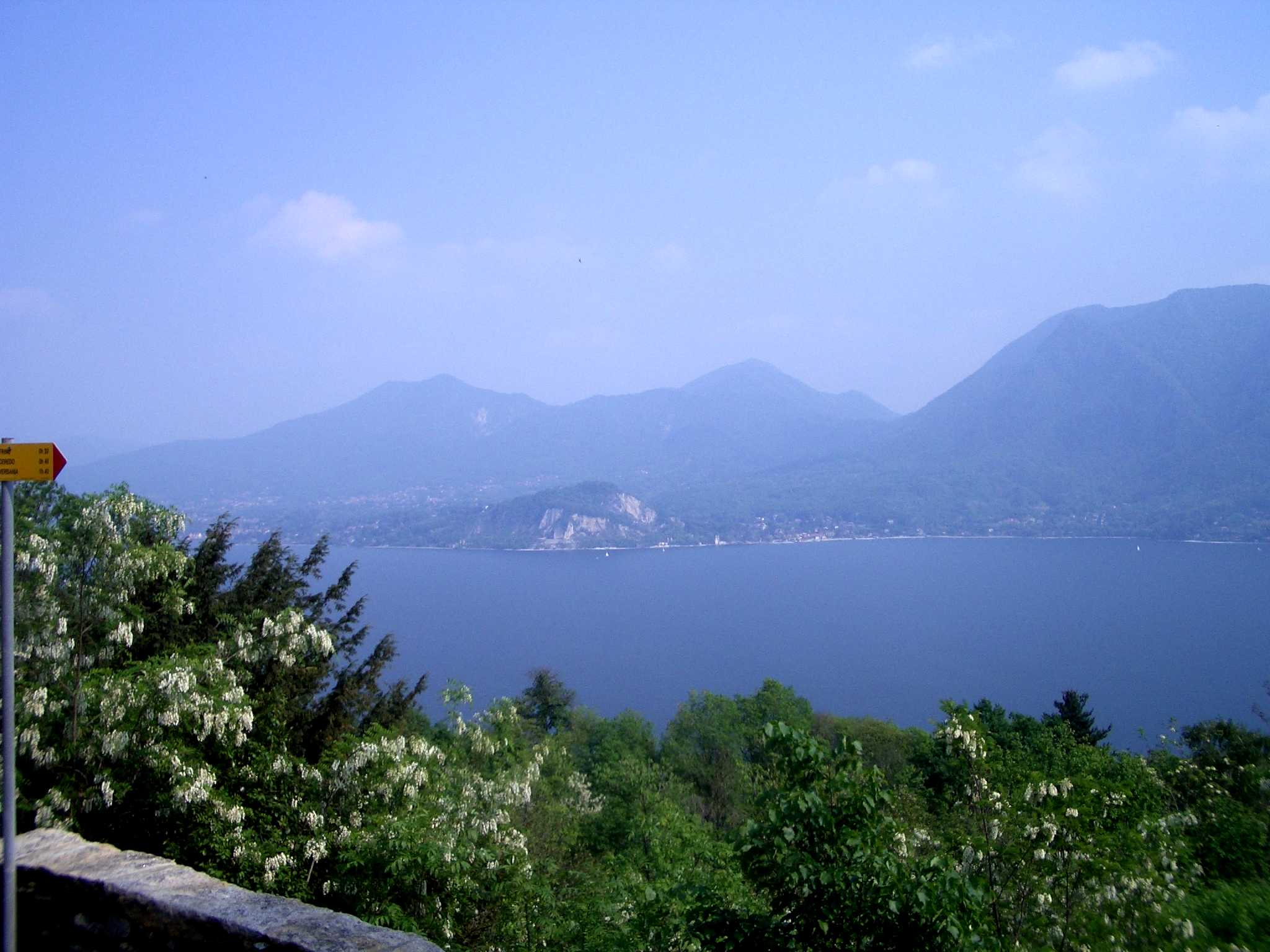
Il lago Maggiore visto dalla terrazza del Sacro Monte
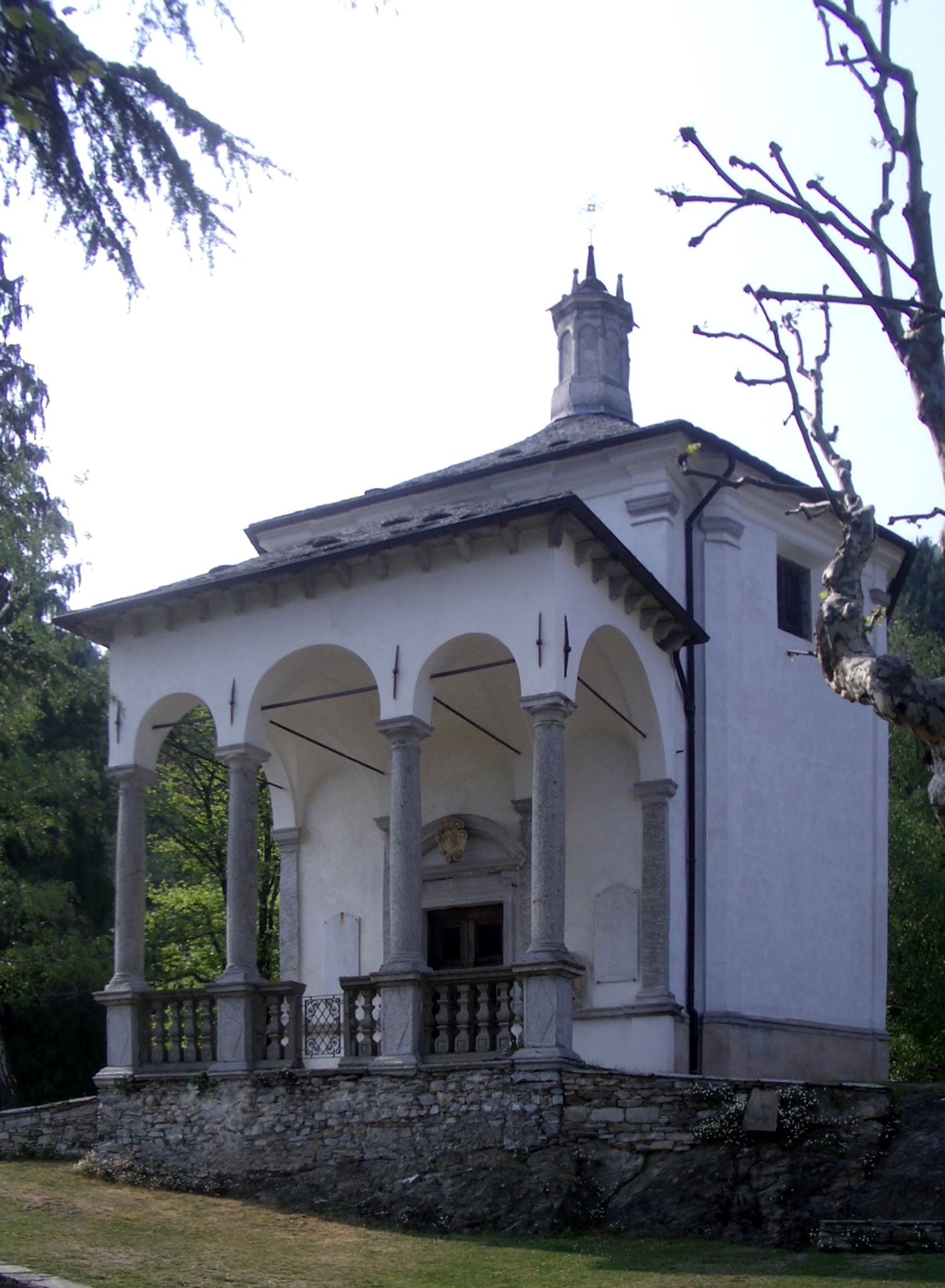
La cappella della Incoronazione della Vergine

Santuario della Madonna del SassoIl santuario della Madonna del Sasso, risalente al tardo Quattrocento, si trova a 370 m s.l.m. nel territorio di Orselina. Del complesso fanno parte una chiesa intitolata all'Annunciazione, alcune cappelle sulla strada di accesso, una via crucis scandita da edicole, una scalinata, quattro cappelle dedicate alla Pietà, al Compianto sul Cristo morto, all'Ultima cena e allo Spirito Santo, una croce votiva e la chiesa di Santa Maria Assunta.

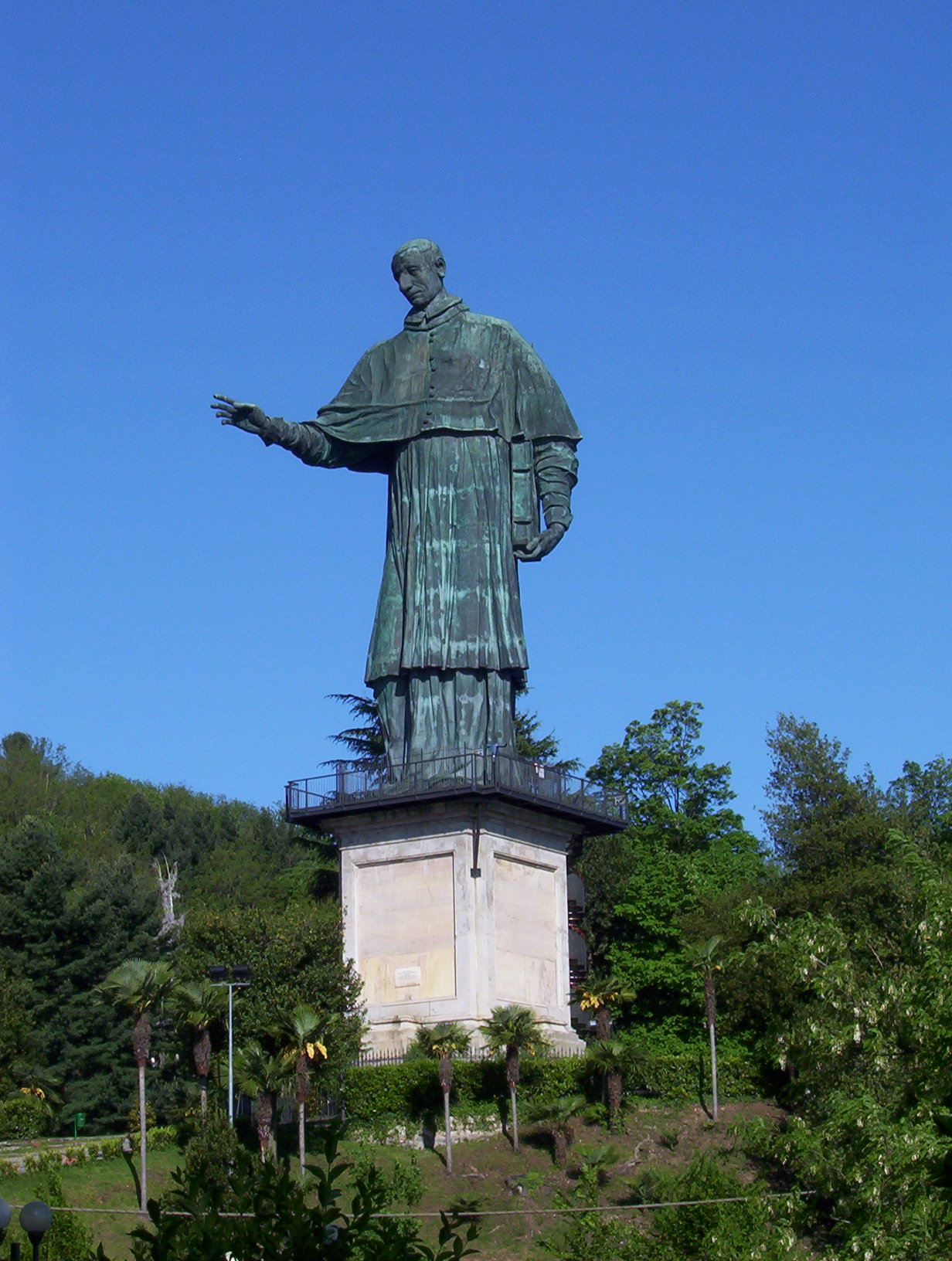
Il Colosso di san Carlo Borromeo

Colosso di san Carlo BorromeoSituato sul sacro monte di San Carlo ad Arona, Il colosso (chiamato comunemente "Sancarlone") si presenta come una delle statue dalle maggiori dimensioni del mondo, arrivando a misurare più di 35 metri d'altezza. La statua raffigura il cardinale san Carlo Borromeo.
MottaroneIl Mottarone, conosciuto anche come "Montagna dei due laghi" per la sua particolare posizione tra lago d'Orta e lago Maggiore, è il più alto rilievo del Vergante. Dalla sua vetta, che in inverno si trasforma in una frequentata stazione sciistica si gode uno dei più bei panorami sulle Alpi centro occidentali, sulla Pianura lombardo-piemontese e su sette laghi (Maggiore, Orta, Mergozzo, Varese, Comabbio, Monate e Biandronno).
AstroviaSituata a Locarno, l'Astrovia è un sentiero planetario, che rappresenta una fedele riproduzione in scala del sistema solare che si svolge per una lunghezza di circa 6 km partendo dalla foce del fiume Maggia fino ad arrivare al comune di Tegna. I modelli sono oggi in gran parte rovinati dai vandali.

## Letteratura
Al lago Maggiore sono ambientate la parte conclusiva del romanzo Piccolo mondo antico di Antonio Fogazzaro e una parte del romanzo Addio alle armi di Ernest Hemingway. Sul lago Maggiore è interamente ambientato il romanzo La stanza del vescovo di Piero Chiara.

## Musica
Il cantante pop tedesco Gerhard Müller ha dedicato al lago canzone "Amore Amore am Lago Maggiore".

## Località

### Italia - Piemonte
- Arona
- Baveno
- Belgirate
- Cannero Riviera
- Cannobio
- Castelletto sopra Ticino
- Dormelletto
- Ghiffa
- Lesa
- Meina
- Oggebbio
- Stresa
- Verbania-Intra[76]
- Verbania-Pallanza

### Italia - Lombardia
- Angera
- Besozzo
- Brebbia
- Brezzo di Bedero
- Castelveccana
- Germignaga
- Ispra
- Laveno-Mombello
- Leggiuno
- Luino
- Monvalle
- Maccagno
- Pino sulla Sponda del Lago Maggiore
- Porto Valtravaglia
- Ranco
- Sesto Calende
- Tronzano Lago Maggiore

### Svizzera - Ticino
- Ascona
- Brissago
- Caviano
- Gerra Gambarogno
- Locarno
- Magadino
- Minusio
- Muralto
- Piazzogna
- Ronco sopra Ascona
- San Nazzaro
- Sant'Abbondio
- Tenero-Contra
- Vira Gambarogno

## Centri di ricerca
- IRSA[77], Istituto di ricerca sulle acque del CNR[78], fondato a Pallanza nel 1938 dal naturalista Marco De Marchi con il nome Istituto Idrobiologico di Pallanza.
- Centro di Ricerche ENEA di Ispra già EURATOM[79].
- Parco Tecnologico del Lago Maggiore a Fondotoce di Verbania[80].